# Choanoflagellatea
Choanoflagellates là một nhóm gồm các loài flagellatea thuộc vực Eukaryota , đơn bào sống tự do và kiểu tập đoàn có quan hệ gần gũi với động vật. Những loài này có hình dạng tế bào rõ ràng đặc trưng bởi một tế bào hình trứng hoặc hình cầu có đường kính 3–10 µm với một roi ở đỉnh được bao quanh bởi một trụ 30–40 microvilli-là phần kéo dài của màng tế bào (xem hình).